# Wróblaczyn (gmina)
Wróblaczyn – dawna gmina wiejska istniejąca w latach 1934–1939 w woj. lwowskim (dzisiejszy obwód lwowski/woj. podkarpackie). Siedzibą władz gminy był Wróblaczyn (obecnie wieś na Ukrainie).
Gmina zbiorowa Wróblaczyn została utworzona 1 sierpnia 1934 roku w powiecie rawskim w woj. lwowskim z dotychczasowych jednostkowych gmin wiejskich: Parypsy, Przedmieście, Radruż, Smolin, Szczerzec i Wróblaczyn. 
Po wojnie obszar gminy Wróblaczyn znalazł się głównie w ZSRR oprócz Radruża, który przypadł Polsce wchodząc przejściowo w skład powiatu tomaszowskiego w woj. lubelskim, a następnie w skład gminy Horyniec w powiecie lubaczowskim w nowo utworzonym woj. rzeszowskim.
Zobacz też: gmina Potylicz i gmina Siedliska